# روبرت ن. باك
روبرت ن. باك (بالإنجليزية: Robert N. Buck)‏ هو طيار أمريكي، ولد في 29 يناير 1914 في إليزابيث في الولايات المتحدة، وتوفي في 14 أبريل 2007 في برلين في الولايات المتحدة.